# Памятники Пушкину в Донецке
В Донецке установлено несколько памятников Александру Сергеевичу Пушкину. Также в Донецке установлено несколько скульптурных композиций пушкинским литературным персонажам.

## Скульптуры Пушкина

### Памятник у ДК Пушкина

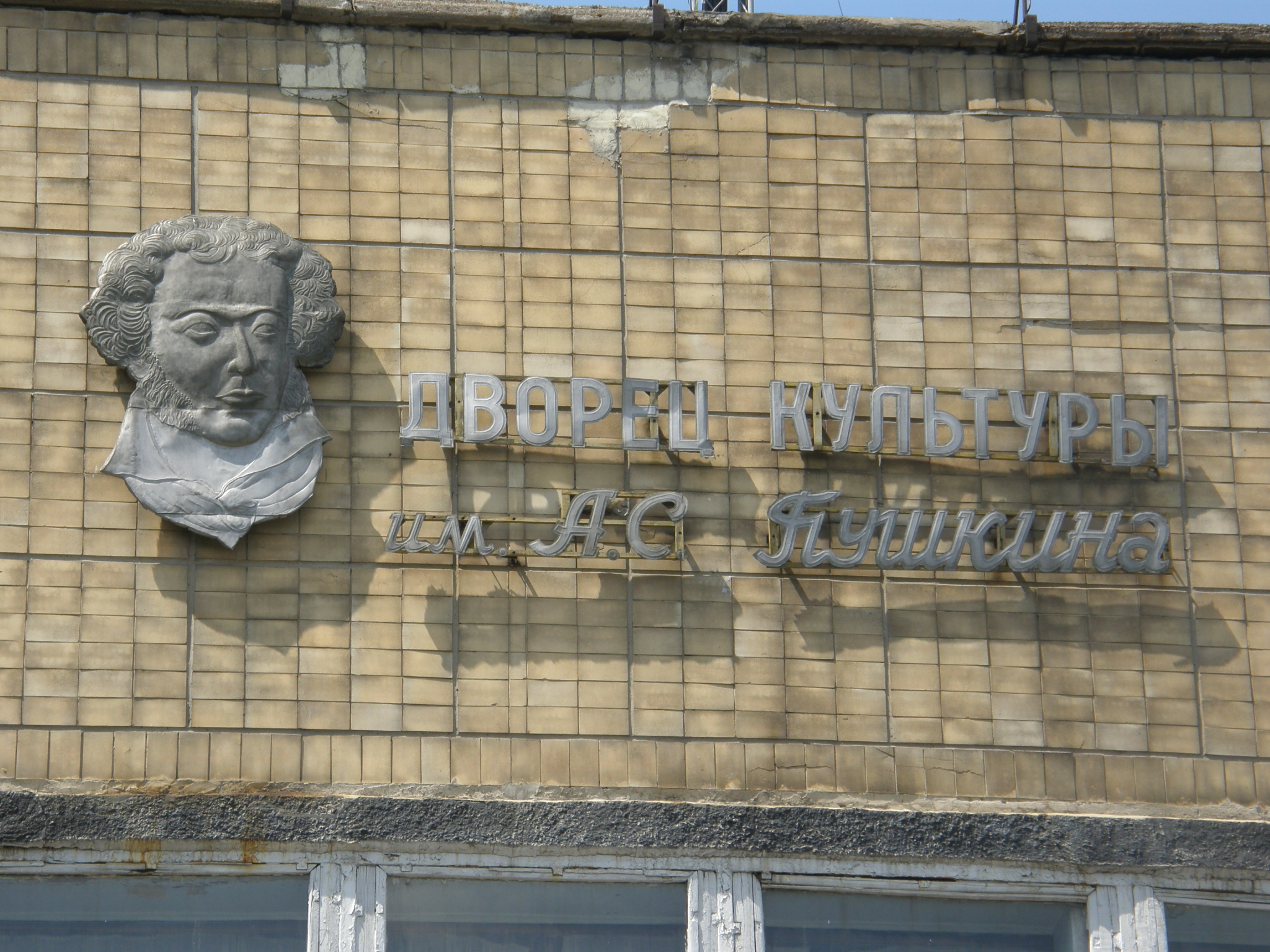
ДК Пушкина

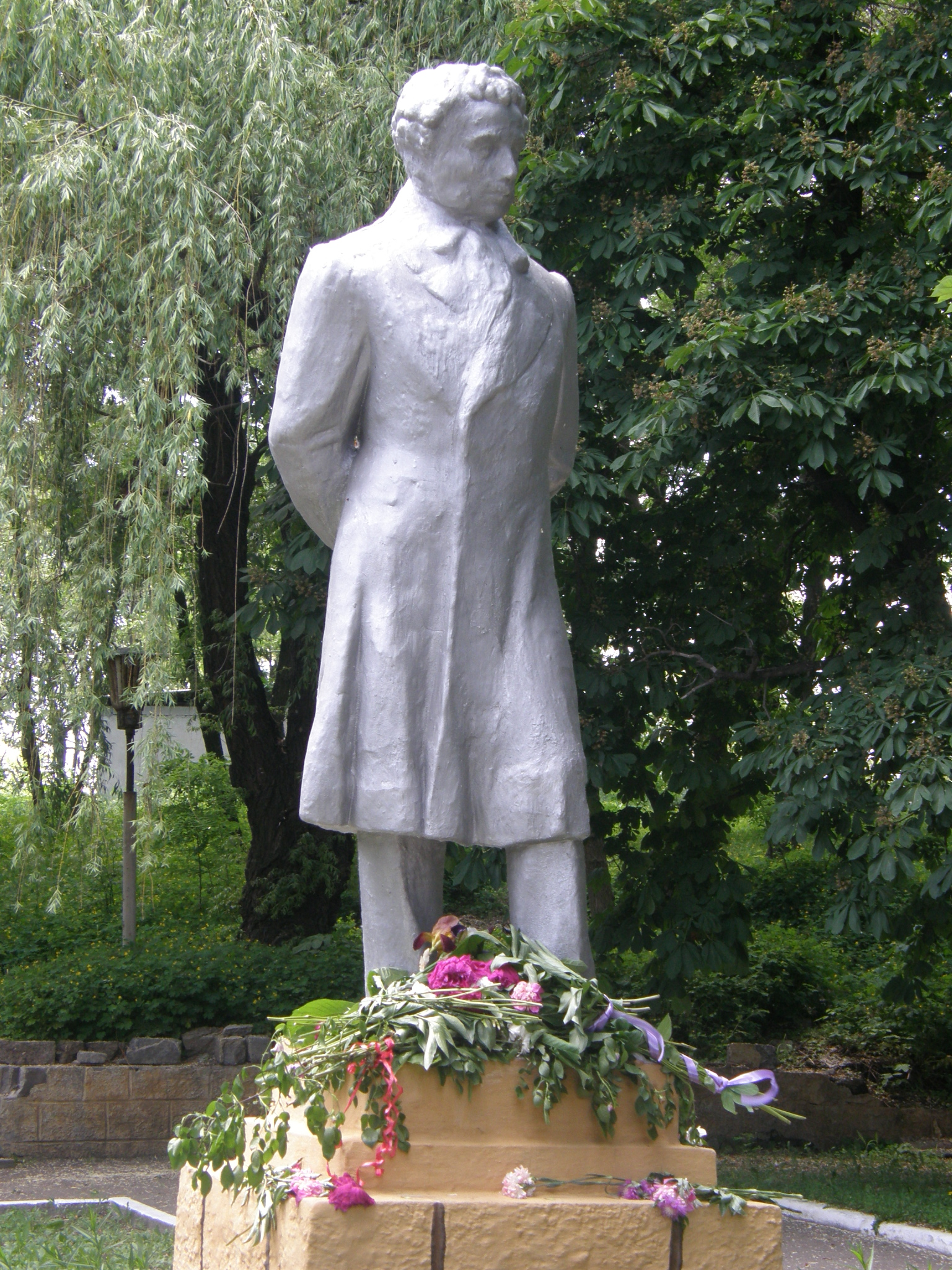
Памятник Пушкину в Будённовском районе Донецка

В 1959 году у Дома Культуры имени Пушкина был установлен памятник Пушкину. Памятник представляет собой фигуру в полный рост. Постамент из железобетона и кирпича. Тиражировался.
Имеет статус памятника истории местного значения (№ 99), взят на государственный учёт 17.12.1969 г. решением № 724. В апреле 2012 года вандалы отбили этому памятнику руки. Городские власти пообещали восстановить памятник, находящийся в аварийном состоянии.

### Памятник в парке завода химреактивов
В 1963 году в парке завода химреактивов был установлен памятник Пушкину. Памятник представляет собой фигуру в полный рост. Постамент из железобетона и оцементированного кирпича. Автор памятника — скульптор Казанская Л. П..

### Памятник у драмтеатра

Памятник Пушкину у драмтеатра на постаменте облицованном плитами черного гранита (фото 1975 г.)

14 июня 1969 года был открыт памятник Пушкину на бульваре Пушкина у Донецкого академического украинского музыкально-драматического театра. Авторы памятника — скульптор Наум Абрамович Гинзбург и архитектор Я. И. Томилло. Памятник представляет собой бронзовый бюст. Высота бюста — 1.2 м. Бюст был отлит на Рутченковском рудоремонтном заводе горного оборудования. Бюст был установлен на четырёхугольном постаменте из четырёх прямоугольных блоков, облицованных плитами чёрного гранита. Размеры постамента — 3,0×0.2×0.8 м. В 2000-х годах этот постамент заменили на другой в виде колонны. На лицевой стороне постамента расположено факсимиле Пушкина. На первом постаменте ниже факсимиле были указаны даты жизни поэта.
Открытие памятника было приурочено к 170-летию со дня рождения поэта и 100-летию Донецка. Вокруг памятника разбит сквер.

На открытии присутствовал секретарь городского комитета партии Н. Дранко. Он произнёс речь: 
Сегодня жители Донецка приветствуют появление нового почетного гражданина города металлургов и шахтеров – Александра Сергеевича Пушкина! Мы искренне и сердечно скажем сегодня замечательному поэту: «Здравствуй, Пушкин! Добро пожаловать в наш город!»
В 2003 году Союз правой молодежи Донбасса собирал подписи для установки памятника Степану Бандере на месте этого памятника. У памятника проводятся мероприятия, приуроченные ко Дню русского языка в Донецкой области.

### Памятник у ресторана «Пушкинъ»
6 июня 2012 года у ресторана «Пушкинъ» на бульваре имени Пушкина была установлена скульптурная композиция, изображающая поэта, сидящим на лавочке.

### Другие скульптуры
В донецком театре оперы и балета есть скульптура Александра Пушкина в полный рост. На здании донецкой областной библиотеки имени Крупской есть горельеф Александра Пушкина работы Наума Абрамовича Гинзбурга.

## Памятники персонажам Пушкина
Возле Дворца пионеров находилась детская площадка «Сокол». На ней размещалась скульптурная композиция по сказке Пушкина «Сказка о золотом петушке». В композицию были включены Царь Дадон, Шемаханская царица и Золотой петушок. После реконструкции площадки композиция была демонтирована.
На бульваре Пушкина находится скульптурная композиция с персонажами Лукоморья (вступления к «Руслану и Людмиле») — котом учёным, русалкой и лешим.
На поляне сказок в парке Ленинского комсомола находится скульптура по «Сказке о рыбаке и рыбке» и Голова из «Руслана и Людмилы».
В Донецком парке кованых фигур и резных скульптур есть кованые скульптуры Золотой рыбки и Головы из «Руслана и Людмилы». Голова установлена в 2006 году, когда в парке появилась аллея сказочных персонажей.

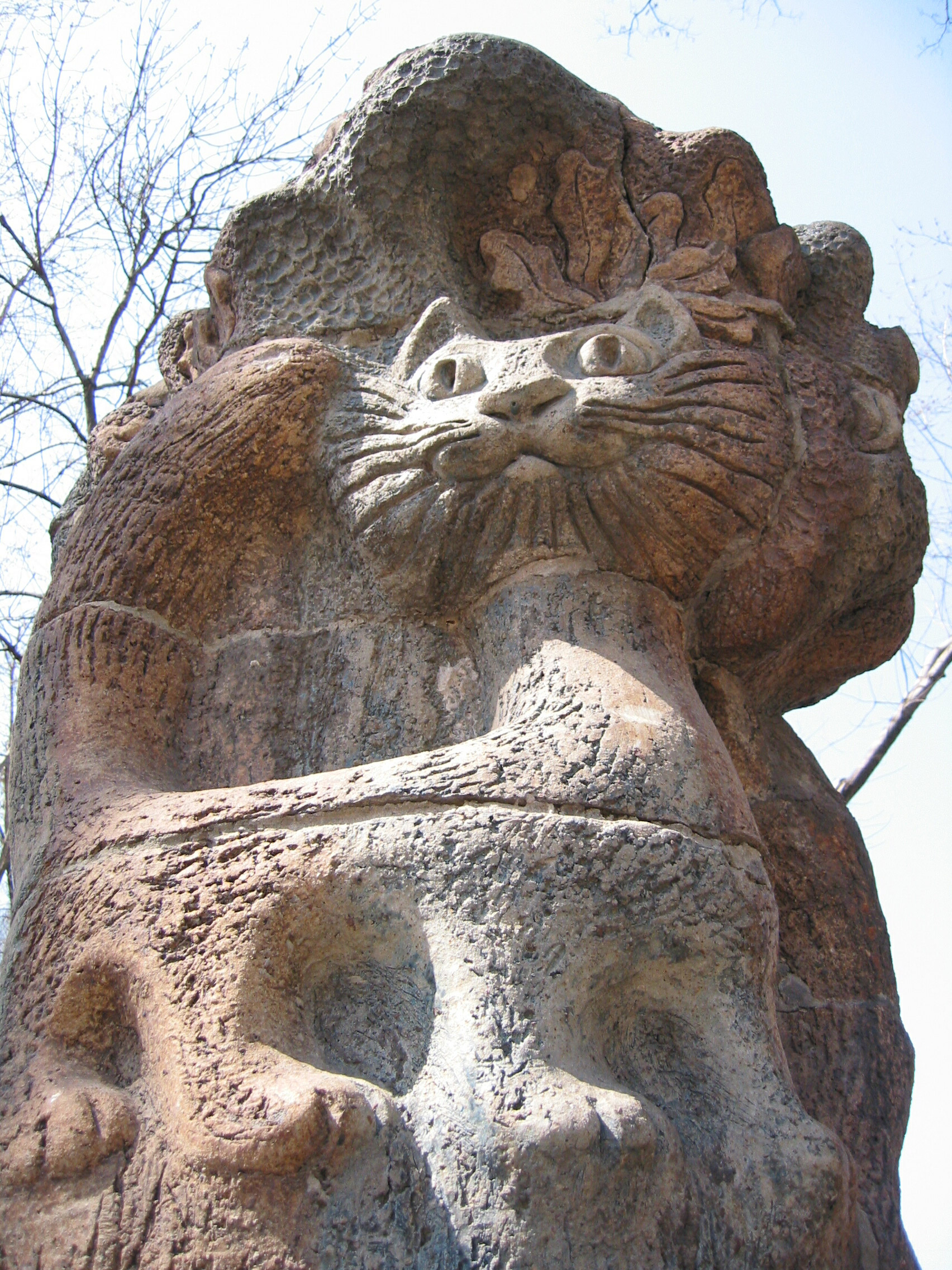
«Лукоморье». Кот учёный
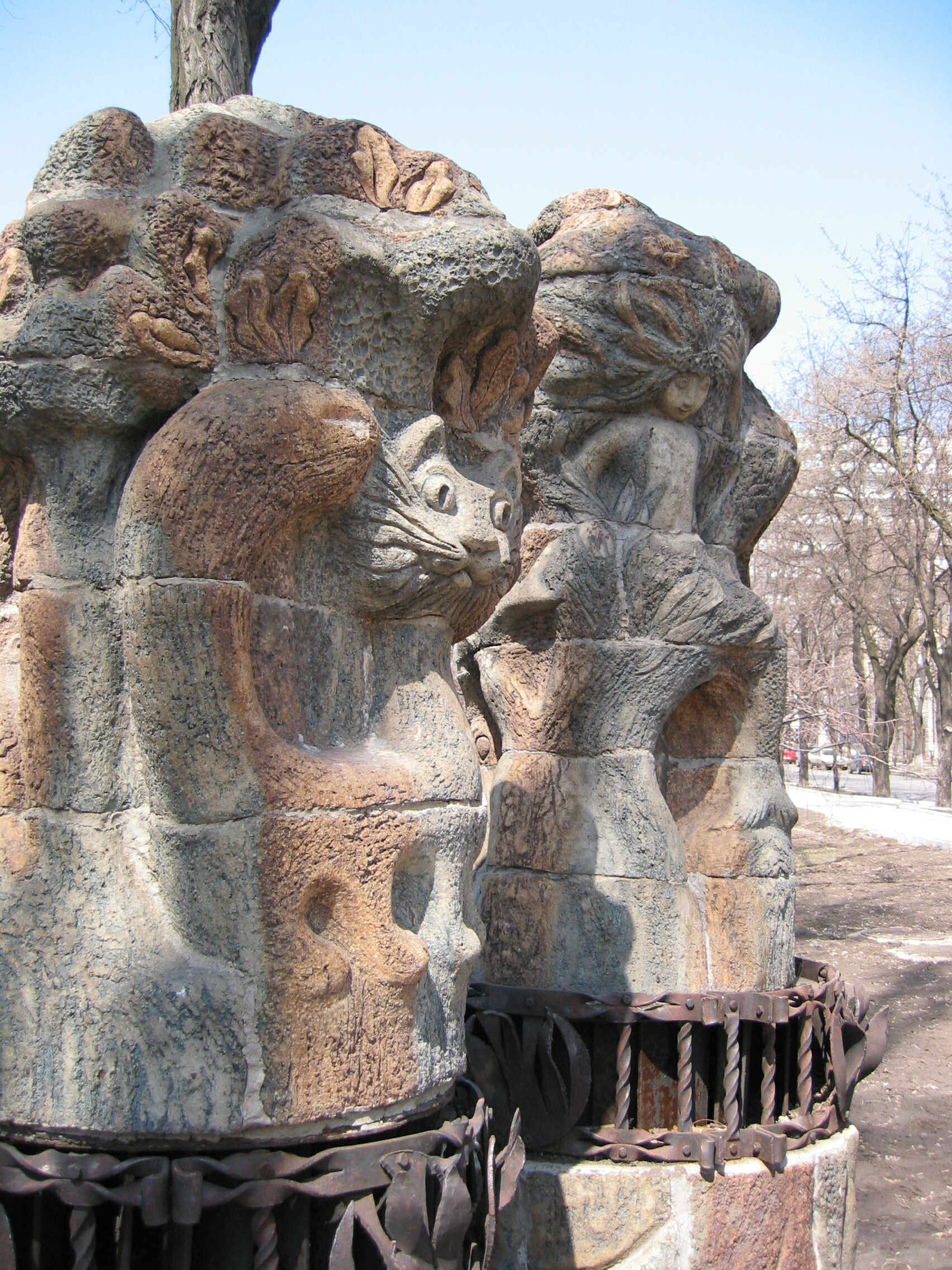
«Лукоморье». Кот учёный и русалка
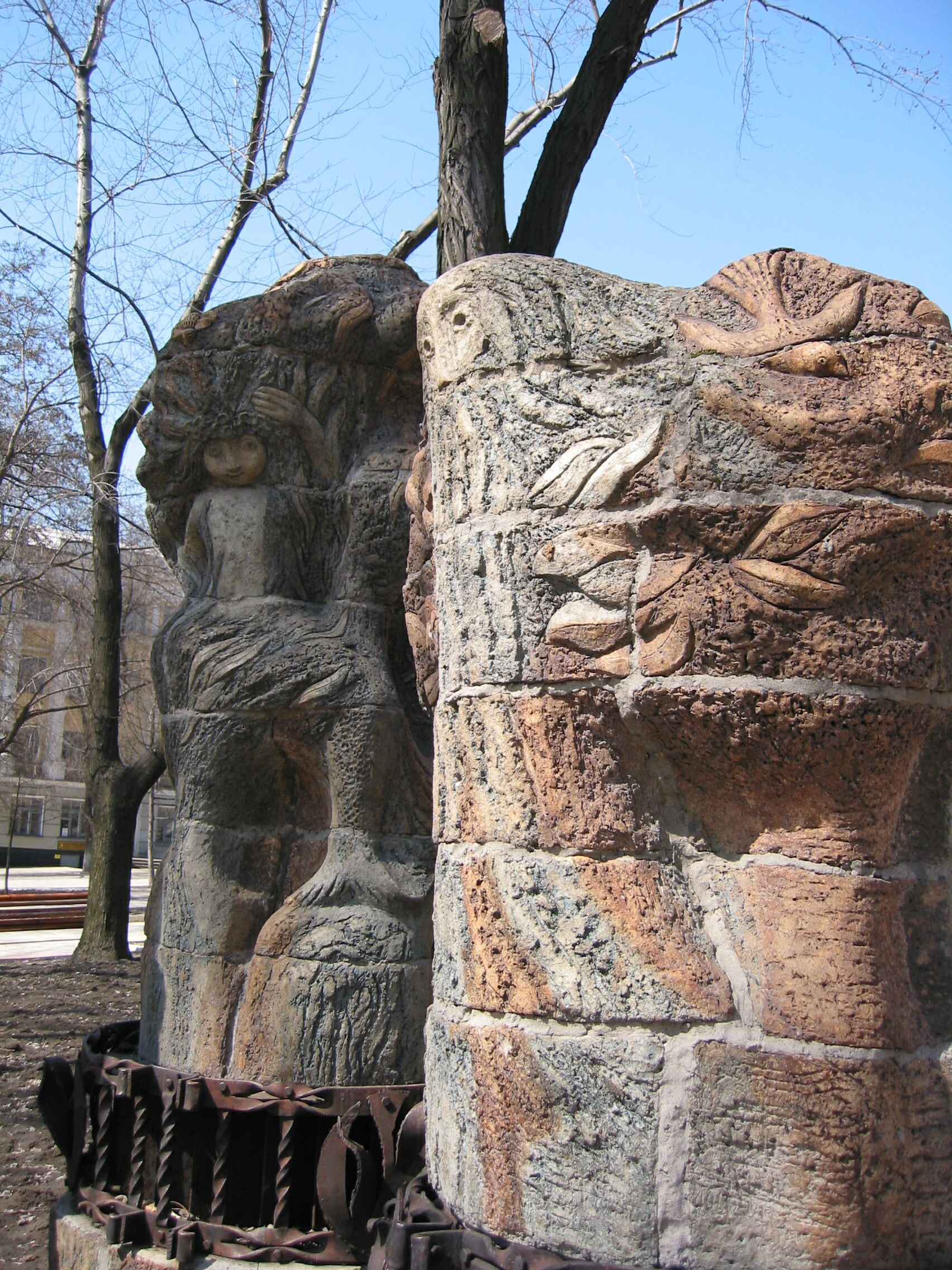
«Лукоморье». Леший и русалка
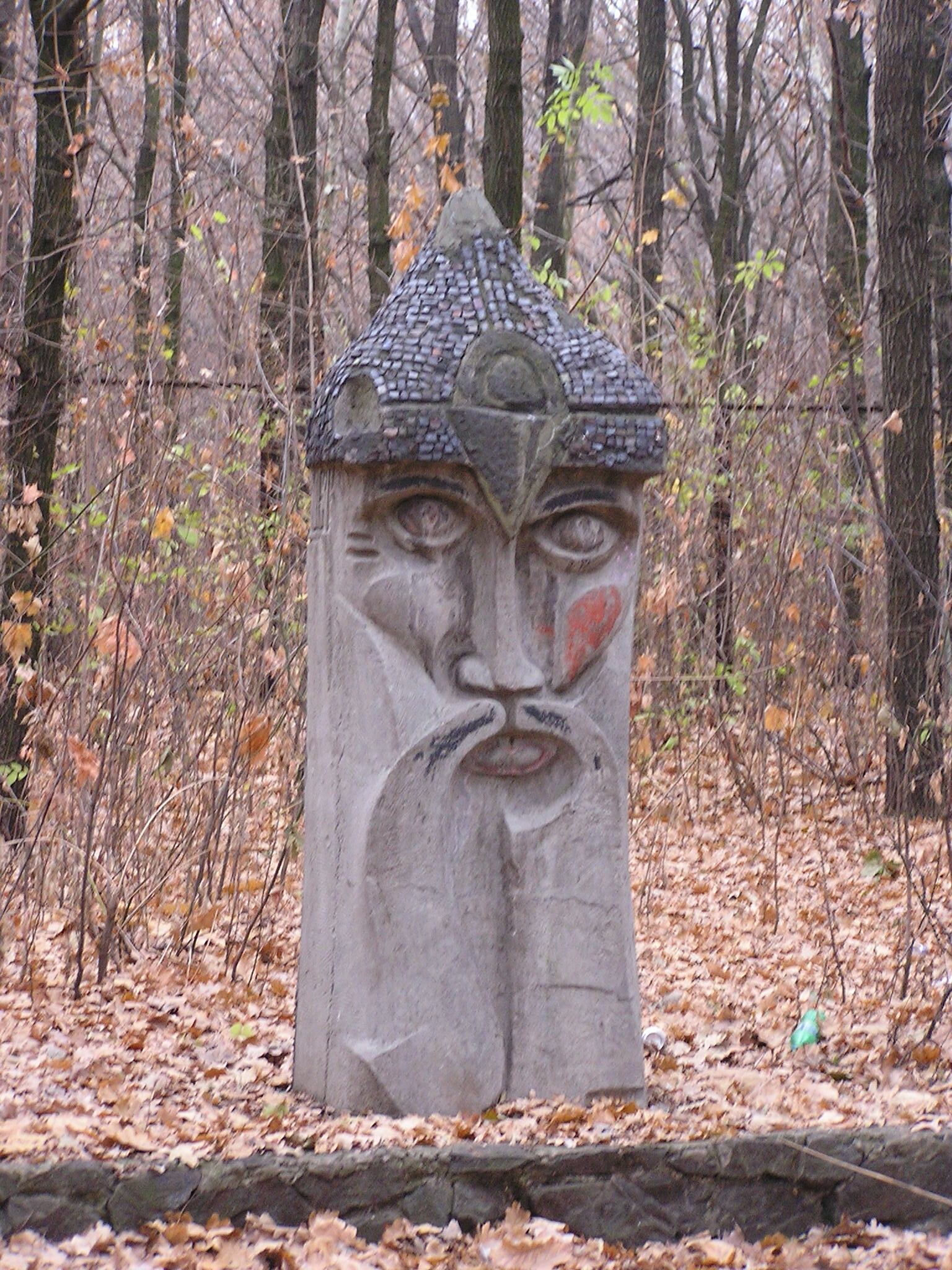
«Поляна сказок». Голова
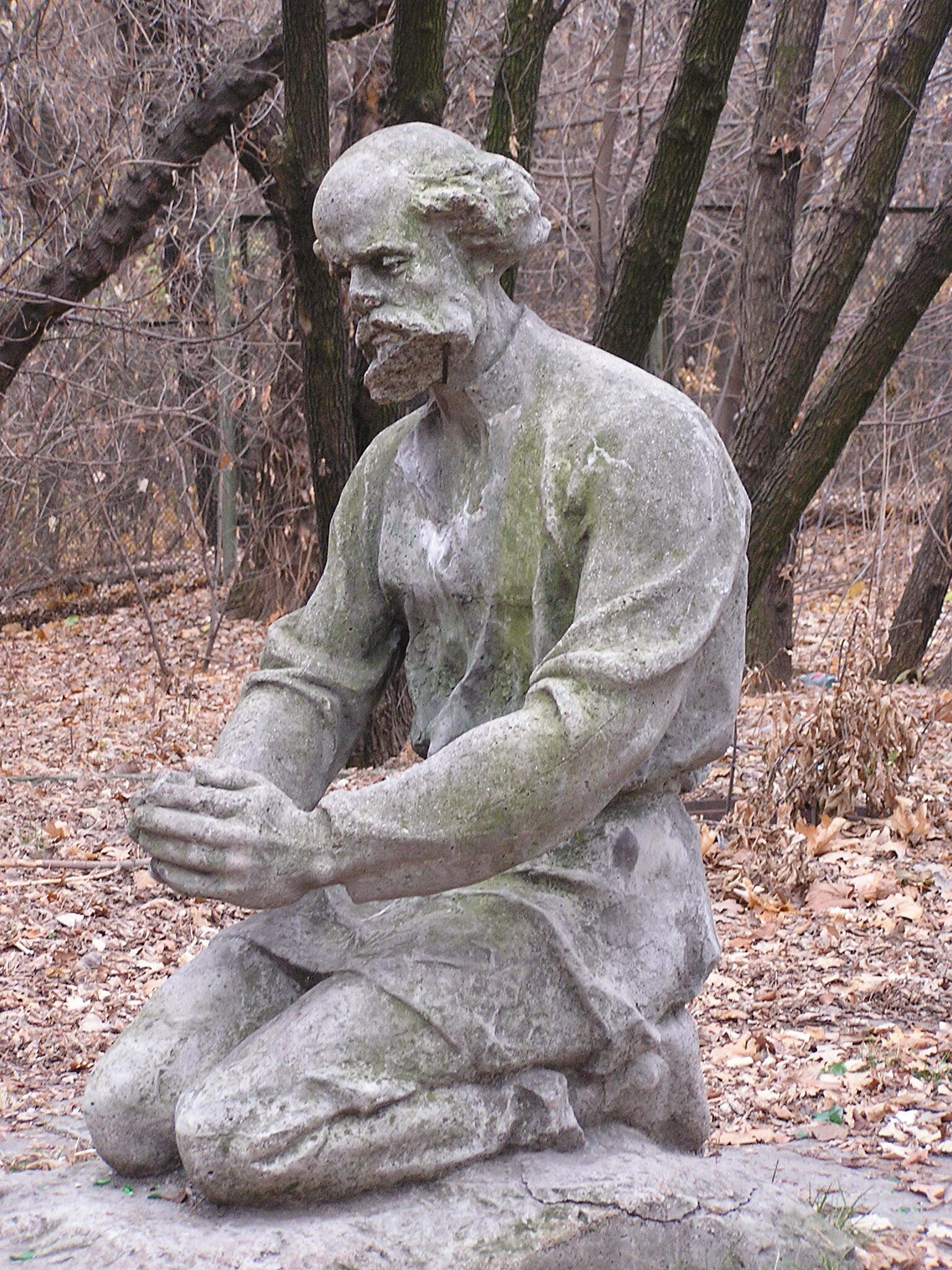
«Поляна сказок». Рыбак у Золотой рыбки
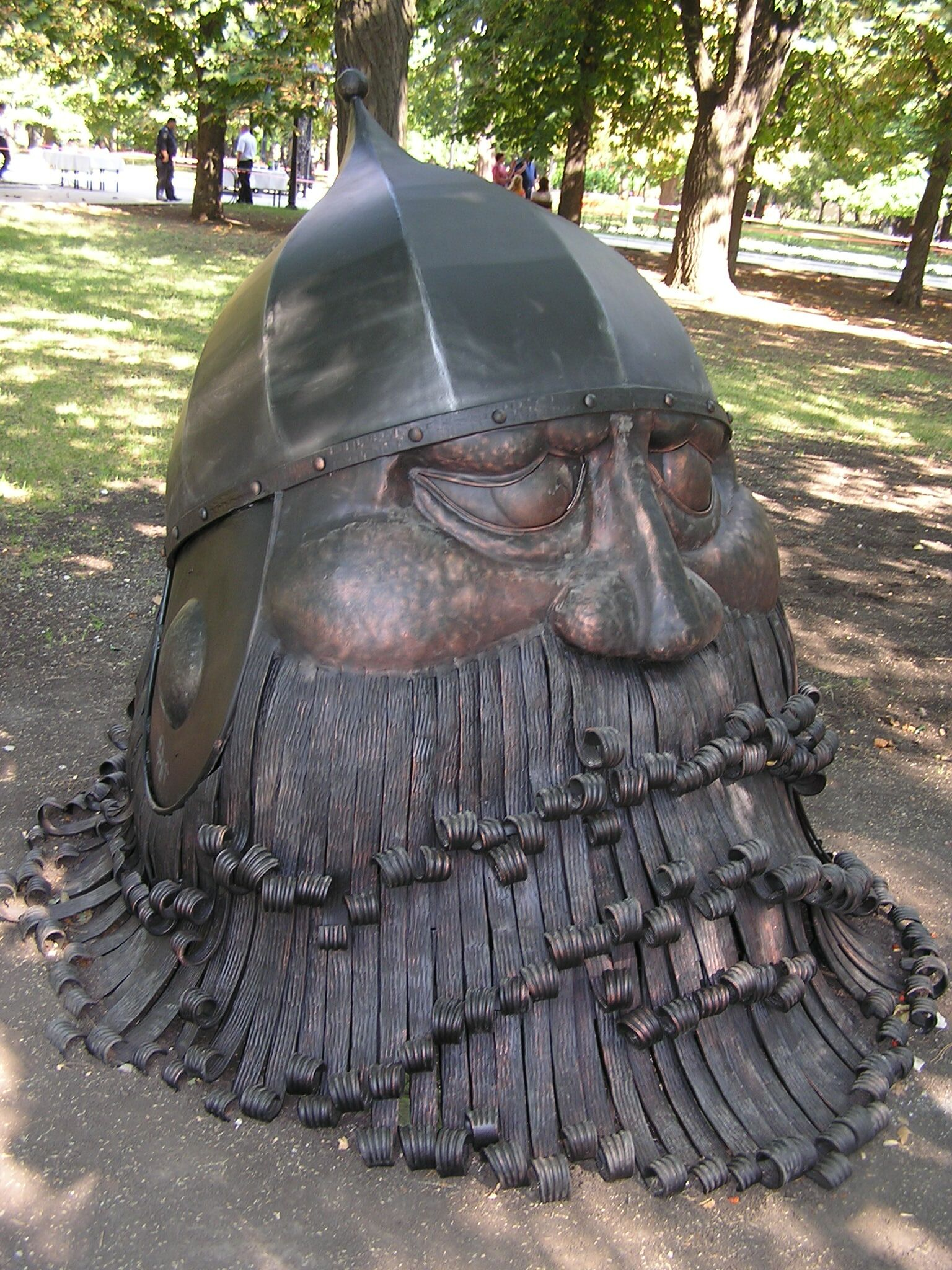
Парк кованых скульптур. Голова